# Edith Ellis
Edith Mary Oldham Ellis, de soltera Lees (Lancashire, 1861-Paddington, 14 de septiembre de 1916) fue una escritora inglesa y activista por los derechos de la mujer.

## Trayectoria

Edith Lees y Havelock Ellis

Nació el 9 de marzo de 1861 en Newton, Lancashire. Era la única hija de Samuel Oldham Lees, un terrateniente, y Mary Laetitia, de soltera Bancroft. Su madre sufrió una lesión en la cabeza durante el embarazo y murió cuando Ellis era todavía una  bebé. En diciembre de 1868, su padre se casó con Margaret Ann (Minnie) Faulkner y tuvieron otro hijo. Fue educada en una escuela de monjas en 1873.
Se unió a la Comunidad de la Nueva Vida y conoció a Havelock Ellis en 1887 en una reunión. La pareja se casó en noviembre de 1891.
Desde el principio, su matrimonio fue poco convencional; ella era abiertamente lesbiana y al final de la luna de miel él volvió a su vivienda de soltero. Ellis tuvo varias aventuras amorosas con mujeres, de las que su marido estaba al tanto. Su relación abierta fue el tema central de la autobiografía de Havelock Ellis, My Life (1939).

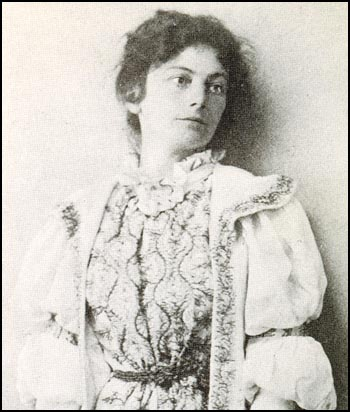
Lily en 1902

Su primera novela, Seaweed: A Cornish Idyll, se publicó en 1898. Durante este período, Edith comenzó una relación con Lily, una artista irlandesa que vivía en St Ives. Edith quedó devastada cuando Lily murió de la enfermedad de Bright en junio de 1903.
Tuvo un ataque de nervios en marzo de 1916 y murió de diabetes el 14 de septiembre de 1916 en Paddington. James Hinton: a Sketch, su biografía del cirujano James Hinton, se publicó póstumamente en 1918.

## Obra
- Seaweed: A Cornish Idyll. London: University Press. 1898.
- My Cornish Neighbours (1906)
- Kit's Woman (U.S. title: Steve's Woman) (1907)
- The Subjection of Kezia (1908)
- Attainment (1909)
- Three Modern Seers (1910)
- The Imperishable Wing (1911)
- The Lover's Calendar: An Anthology (ed) (1912)
- Love-Acre (1914)
- Love in Danger (1915)
- The Mothers (1915)
- James Hilton: A Sketch. Stanley Paul. 1918
- The New Horizon in Love and Life (1921)

## Otras lecturas
- Grosskurth, Phyllis (1980). Havelock Ellis: a biography. New York: Knopf. ISBN 978-0-394-50150-5.
- Wallace, Jo-Ann (2000). «The Case of Edith Ellis».  En Stevens, Hugh; Howlett, Caroline, eds. Modernist Sexualities. Manchester University Press. ISBN 978-0-7190-5161-6.